# میرزا مخدوم شریفی
میرزا مخدوم شریفی از علمای سنی مذهب قرن دهم هجری قمری در زمان شاه تهماسب یکم و شاه اسماعیل دوم بود. شاه اسماعیل دوم به دلیل همنشینی و دوستی با این روحانی (و دلایل دیگر) به مذهب تسنن گرایش پیدا کرده بود. میرزا مخدوم شریفی قلباً از روی کار آمدن دودمان صفوی شیعی ناراضی بود. ميرزا مخدوم شريفي (متوفي 995/1587) پس از قتل شاه اسماعيل دوم از ايران گريخت و به عثماني پناه برد. شريفي در مدت اقامت خود در آنجا،‌ آثاري تاليف كرد. كتاب النواقض في الرد علي الروافض مشهورترین اثر اوست كه حاوی اطلاعات ارزشمندي درباره تحولات سياسي و اجتماعي عصر شاه اسماعيل دوم است. 